# Coulombimetria
La coulombimetria  és el nom donat a un grup de tècniques de química analítica que determinen la quantitat de matèria transformada en una reacció d'electròlisi mesurant la quantitat d'electricitat (en coulombs) consumida o produïda.
Hi ha dues categories bàsiques de tècniques coulombimètriques. La "coulombimetria potenciostàtica" implica el manteniment d'un potencial elèctric constant durant la reacció mitjançant un potenciostat. L'altre, anomenat  valoració coulombimètrica  o  coulombimetria amperostàtica , manté constant el corrent (mesura en amperes) utilitzant un amperostat.
Encara que la electrogravimetria també es basa en l'oxidació o reducció dels elèctrodes d'un anàlit fins a la seva conversió quantitativa a un nou estat d'oxidació, es diferencia de la coulombimetria en què a la electrogravimetria es pesa el producte de l'electròlisi que es troba dipositat sobre un dels elèctrodes.

## Coulombimetria potenciostàtica
La coulombimetria potenciostàtica és una tècnica coneguda també com a "bulk electròlisi". L'elèctrode de treball es manté a potencial constant i es mesura el corrent que flueix a través del circuit. Aquest potencial constant s'aplica un temps prou llarg per oxidar o reduir completament tot el substrat en una solució donada. Com es consumeix el substrat, el corrent de corrent que inicialment és elevada, també disminueix, acostant-se a zero quan l'anàlit desapareix de la dissolució al completar la conversió. La massa de la mostra, la massa molecular, el nombre d'electrons en la reacció de l'elèctrode, i el nombre d'electrons que passen durant l'experiment, estan tots ells relacionats per lleis de Faraday. Es dedueix que, si coneixem tres d'aquests valors podem calcular el quart.
La coulombimetria potenciostàtica s'utilitza sovint per assignar de forma inequívoca el nombre d'electrons que es consumeixen en una reacció observada mitjançant voltamperometria. També té l'avantatge addicional de produir una espècie (en un estat d'oxidació) en solució, que poden no ser accessibles a través de rutes químiques. Aquesta espècie pot ser aïllada o caracteritzada, a més, mentre roman en la solució.
La velocitat d'aquestes reaccions no està determinada per la concentració de la solució, sinó més aviat per la transferència de massa del substrat en solució a la superfície de l'elèctrode. Les velocitats s'incrementen quan es disminueix el volum de la solució, la solució s'agita més ràpidament, o l'àrea de l'elèctrode de treball augmenta. Atès que la transferència de massa és tan important la solució s'agita durant una coulombimetria potenciostàtica. No obstant això, aquesta tècnica generalment no es considera una tècnica hidrodinàmica, ja que un flux laminar de la solució contra l'elèctrode no és ni l'objectiu ni el resultat de l'agitació.
L'extensió en què una reacció arriba a completar-se està directament relacionada amb la diferència entre els valors del potencial aplicat i el potencial de reducció d'interès. En el cas en què siguin múltiples els potencials de reducció d'interès, és difícil establir un potencial d'electròlisi a una distància "prudencial" (tal com uns 200 mV) més enllà de l'esdeveniment redox. El resultat és la conversió incompleta del substrat, o bé la conversió d'alguns dels substrats a la forma més reduïda. Aquest factor ha considerat quan s'analitza el corrent que ha circulat i quan es tracta de fer posteriors posteriors experiments d'anàlisi o aïllament amb la solució de substrat.
Un avantatge d'aquest tipus d'anàlisi sobre la Electrogravimetría és que no requereix tot el producte de la reacció. Això és útil per a reaccions en què el producte no es diposita com un sòlid, com és la determinació de la quantitat d'arsènic en una mostra de l'electròlisi de l'àcid arseni (H  3  AsO  3 ) a àcid arsènic (H  3  AsO  4 ).

## Valoració coulombimètrica
Les valoracions coulombimètriques o coulombimetrias potenciostáticaas utilitzen una intensitat de corrent constant per quantificar amb precisió la concentració d'una espècie. La intensitat de corrent s'aplica fins que un indicador assenyala la finalització de la reacció química. En aquest experiment, el corrent aplicada és equivalent al valorant. El corrent s'aplica a la solució desconeguda fins que totes les espècies desconegudes s'han oxidat o reduït a un nou estat, moment en què el potencial de l'elèctrode de treball canvia bruscament. Aquest canvi de potencial indica el punt d'equivalència. La magnitud del corrent (en amperes) i la durada del corrent (en segons) es pot utilitzar per determinar els mols de l'espècie desconeguda en solució. Quan es coneix el volum de la solució, llavors el pot determinar la concentració (molaritat) de l'espècie desconeguda.

## Aplicacions de les valoracions coulombimètriques

### Reaccions de neutralització
Es pot valorar amb un elevat grau d'exactitud tant àcids febles com àcids forts, utilitzant els ions hiodroxilo que es generen en un càtode mitjançant la reacció:
{\displaystyle \mathrm {2H_{2}O+2e^{-}} \longrightarrow \mathrm {2OH^{-}+H_{2}(g)} }
La valoració coulombimètrica de bases fortes i febles es pot arribar a terme generant els ions hidrogen en un ànode de platí:
{\displaystyle \mathrm {H_{2}O} \longrightarrow \mathrm {1/2O2-+2H^{+}+2e^{-}} }

### Valoracions de precipitació i de formació de complexos
S'han desenvolupat una gran varietat de valoracions coulombimètriques en què s'utilitzen els ions plata o mercuri generats en un elèctrode generador (ànode) format per un fil gruix de plata o un elèctrode de mercuri. Els punts finals es detecten bé potenciomètrica o bé amb indicadors químics.

### Revisions d'oxidació-reducció
Hi ha molts reactius que poden ser generats coulombimètricament. Són importants aquells reactius que no es troben normalment en anàlisi volumètric per la gran inestabilitat de les seves dissolucions: l'ió plata divalents, el manganès trivalent o el complex de clorur amb el coure monovalent. El brom electrogenerado ha demostrat ser molt útil i constitueix la base de nombrosos mètodes.

### Reacció de Karl Fischer
La reacció de Karl Fischer utilitza una valoració coulombimètrica per determinar la quantitat d'aigua en una mostra. Es poden determinar concentracions d'aigua de l'ordre de mil·ligrams per litre. S'utilitza per trobar la quantitat d'aigua en substàncies com ara mantega, sucre, formatge, paper, i petroli.
La reacció implica la conversió de iode sòlid en iodur d'hidrogen en presència de diòxid de sofre i aigua. El Metanol és el dissolvent utilitzat més sovint, però el etilenglicol i el dietilenglicol també es fan servir. La piridina s'utilitza sovint per evitar l'acumulació d'àcid sulfúric, encara que l'ús d'imidazol i dietanolamina per a aquesta finalitat són cada vegada més comuns. Tots els reactius han de ser anhidres perquè l'anàlisi sigui quantitatiu. L'equació química ajustada, utilitzant metanol i piridina, és:
{\displaystyle \mathrm {[C_{5}H_{5}NH]SO_{3}CH_{3}+I_{2}+H_{2}O+2C_{5}H_{5}N} \longrightarrow \mathrm {[C_{5}H_{5}NH]SO_{4}CH_{3}+2[C_{5}H_{5}NH]I} }
En aquesta reacció, una única molècula d'aigua reacciona amb una molècula de iode. Atès que aquesta tècnica s'utilitza per determinar el contingut d'aigua de les mostres, la humitat atmosfèrica pot alterar els resultats. Per tant, el sistema és normalment aïllat amb l'assecat dels tubs o col·locat en un contenidor de gas inert. A més, el dissolvent, sens dubte, contindrà també una mica d'aigua per la qual cosa el contingut en aigua del dissolvent es mesura prèviament per compensar aquesta imprecisió.
Per determinar la quantitat d'aigua a la mostra, el primer ha de ser realitzat en primer lloc utilitzant qualsevol valoració directa o per retrocés. En el mètode directe, només s'afegeix el reactiu just per consumir per complet tota l'aigua. En aquest punt de la valoració, el corrent s'aproxima a zero. Llavors és possible relacionar la quantitat de reactiu utilitzat amb la quantitat d'aigua en el sistema a través de la estequiometria.
El mètode de valoració per retrocés és similar, però implica l'addició d'un excés de reactiu. Aquest excés es consumeix llavors mitjançant l'addició d'una quantitat coneguda d'una solució estàndard amb un contingut d'aigua conegut. El resultat reflecteix el contingut d'aigua de la mostra i de la solució estàndard. Atès que la quantitat d'aigua en la solució estàndard que es coneix, la diferència reflecteix el contingut d'aigua de la mostra.

### Determinació del gruix de pel·lícula
La coulombimetria pot ser utilitzada en la determinació del gruix dels recobriments metàl·lics. Això es realitza mitjançant la mesura de la quantitat d'electricitat necessària per dissoldre una àrea ben definida de la capa. El gruix de la pel·lícula {\displaystyle \Delta } és proporcional al corrent constant {\displaystyle i}, la massa molecular {\displaystyle M} del metall, la densitat {\displaystyle \rho } del metall, i l'àrea superficial {\displaystyle A}:
{\displaystyle \triangle \propto {\frac {iM}{A\rho }}}
Els elèctrodes per a aquesta reacció són sovint un elèctrode de platí i un elèctrode que es relaciona amb la reacció. Així, per determinar el revestiment d'estany sobre un filferro de coure s'utilitza un elèctrode d'estany, mentre que per determinar la pel·lícula de zinc sobre una peça d'acer s'utilitza un elèctrode de clorur de sodi-sulfat de zinc. S'han creat cel especials per adherir-se a la superfície d'un metall i mesurar el seu gruix. Són bàsicament cilindres amb elèctrodes interns amb imants o peses per adherir-se a la superfície. Els resultats obtinguts mitjançant aquest mètode coulombimètric són similars als obtinguts mitjançant altres tècniques químiques i metal·lúrgiques.

## Coulombímetres

### Coulombímetre electrònic
L'coulombímetre electrònic es basa en l'aplicació del amplificador operacional al circuit tipus "integrador". El corrent passa a través de la resistència  N  1   on produeix una caiguda de potencial que és integrada per un amplificador operacional en les plaques del condensador, com més intens sigui el corrent, més serà la caiguda de potencial. No cal que sigui un corrent constant. En un esquema com aquest, la caiguda de potencial a la sortida ( N  sortida  ) és proporcional de la càrrega que ha passat ( i  *  t ). La sensibilitat del coulombímetre es pot variar seleccionant el valor apropiat de  N  1  .

### Coulombímetres electroquímics
Hi ha tres tipus comuns de coulombímetres basats en processos electroquímics:
- Coulombímetre de coure
- Coulombímetre de mercuri
- Voltàmetre de Hofmann

"Voltàmetre" és sinònim de "coulombímetre".